# インペリアル・エアウェイズ
インペリアル・エアウェイズ（英語: Imperial Airways）は、かつて存在したイギリスの航空会社。現在のブリティッシュ・エアウェイズの前身である。1924年に設立してから、1939年に英国海外航空になるまでの15年間に渡り営業した。長距離便を主体として営業し、初期は欧州内に航空網を構築したが、後期にはアジアやオセアニアなどの植民地への路線も展開した。TEALやカンタス航空等と提携したこともある。

## 概要

### 前身会社
- ハンドリー・ページ・トランスポート（英語版） (1919-1924)
  - 1919年にイギリスの航空会社として設立し、同年10月のロンドン〜パリ線のフライトの際に、機内では世界初の機内食が乗客に提供された[1][2]。この時に提供された機内食は、サンドイッチと果物のみであった[1]。
- ダイムラー・エアウェイズ（英語版） (1921-1924)
  - エアクラフト・トランスポート・アンド・トラベル（英語版） (1916-1921) 
    - 1919年8月25日に、ロンドン・ハウンズロー・ヒース飛行場（英語版）〜パリ・ル・ブルジェ空港線に就航[3][4][5][6]、運航機材はエアコー DH.16（英語版）(G-EAJC)、デイリー運航の路線となった。世界初の国際線定期便であり[4]、ロンドンからパリへの飛行時間は2時間30分であった[5][6]。
- インストーン・エアライン（英語版） (1919-1924)
- ブリティッシュ・マリン・エア・ナビゲーション（英語版） (1923-1924)

### 設立
1924年3月31日、大英帝国（現イギリス）において、ハンドリー・ページ・トランスポート・ダイムラー・エアウェイズ（旧エアクラフト・トランスポート・アンド・トラベル）・ブリティッシュ・マリン航空・インストーン・エアラインの合計4社が合併して設立。この統合は、前年のハムブリン委員会の要望に応じたもので、ドイツやフランスの航空会社と競合できる経営規模の会社を目指していた。統合後の初フライトは、ロンドンとパリを結ぶ路線であった。なお、この時に同社が拠点としていた空港は、ロンドンのクロイドン空港であった。
1924年の1年間の利用者数は11,395人だった。また、同社は旅客便だけでなく、郵便物の運送も行なっており、同じく1924年には212,380通の郵便物を運んだ。
当時、英国が世界各地に植民地を持っていた背景から、同社は、英国本土とその植民地との往来を便利にするために設立された航空会社でもあったため、南アフリカ、インド、シンガポール、オーストラリア、香港などアジア、アフリカ地域へ路線を開設した。シンガポール、オーストラリア間は提携先のカンタス航空が運行した。当時は現在のように長距離を飛べる旅客機がほとんどなかったため、途中の経由地での宿泊を含む長期間のフライトとなっていた。

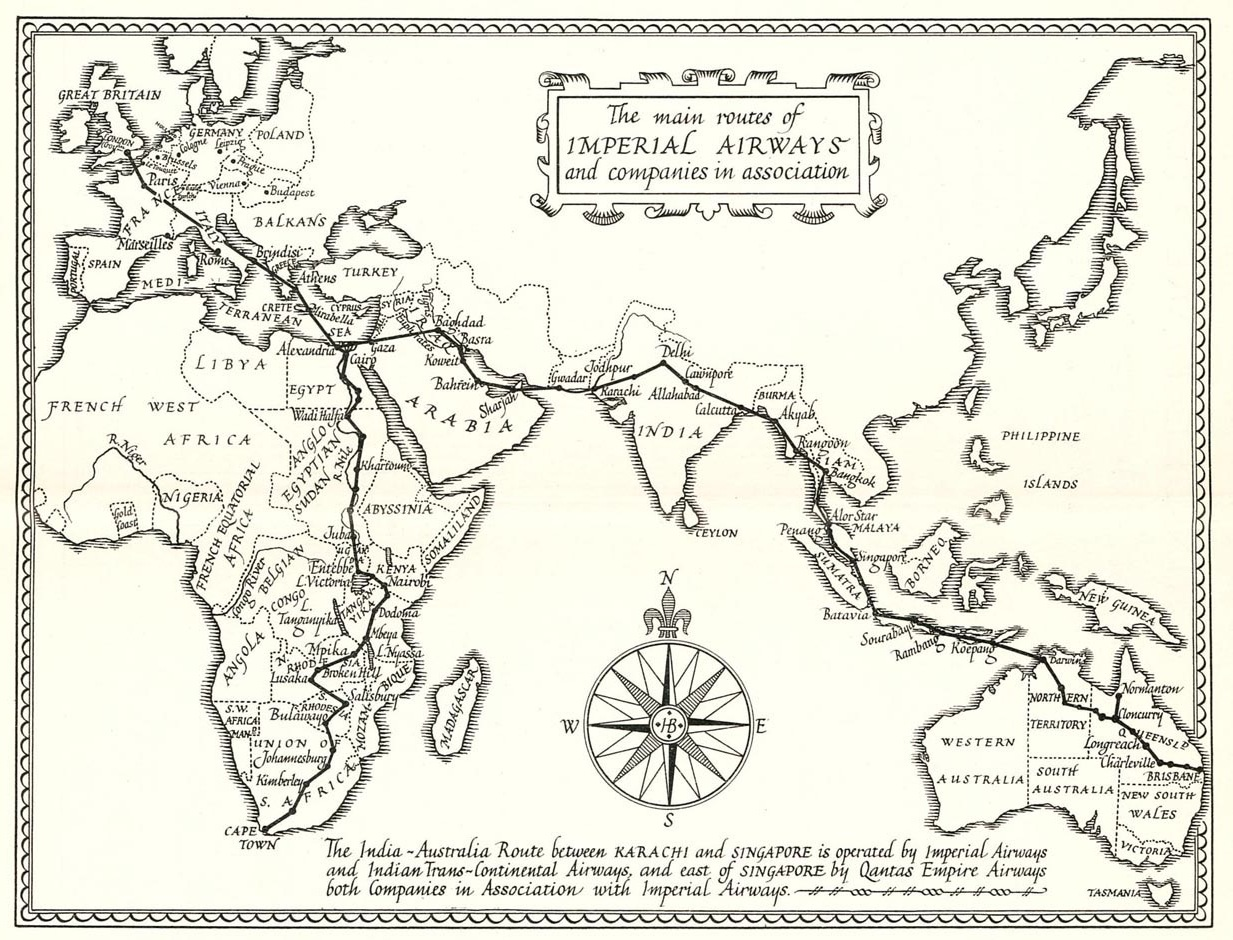
インペリアル・エアウェイズの運航路線（1935年4月時点）

同社が運航していた機体には「スピードバード」のロゴが描かれた。後に英国海外航空やブリティッシュ・エアウェイズの初代塗装でも使用された。
第二次世界大戦が始まると、戦時体制のため政府主導で航空会社の再編が行われ、同社は1939年11月24日にブリティッシュ・エアウェイズと合併して国営の英国海外航空となった。主力機だったハンドレページ H.P.42は全機が退役し、戦場で活躍した。その後、1974年に英国海外航空と英国欧州航空が合併して、現在のブリティッシュ・エアウェイズが設立したため、インペリアル・エアウェイズはブリティッシュ・エアウェイズの前身ということになる。

## 同社のポスター

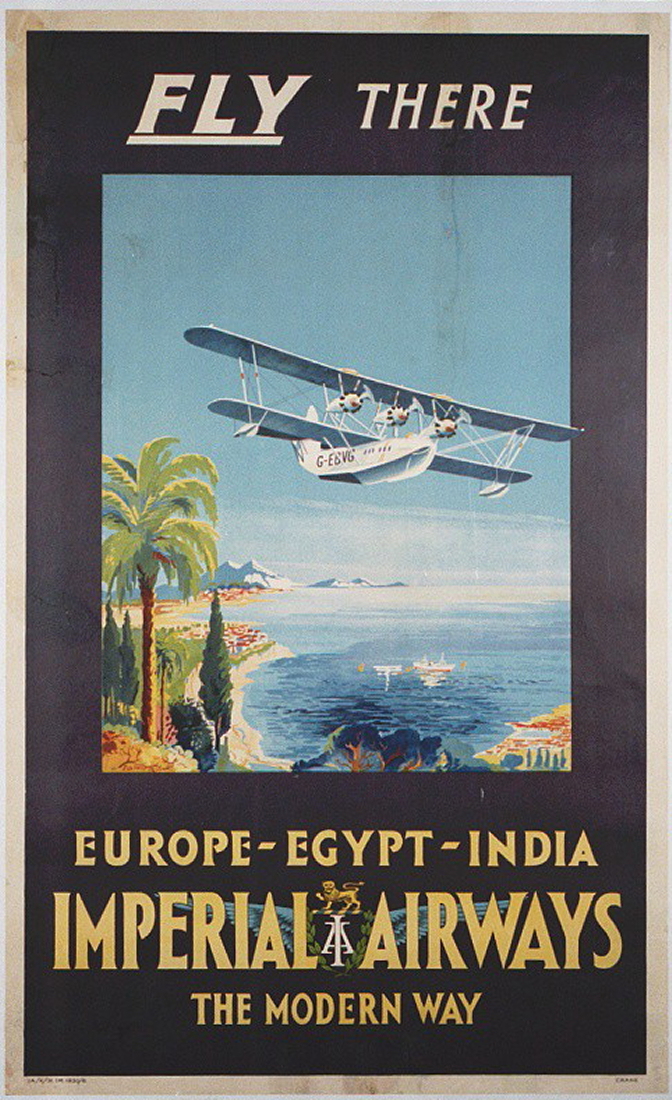
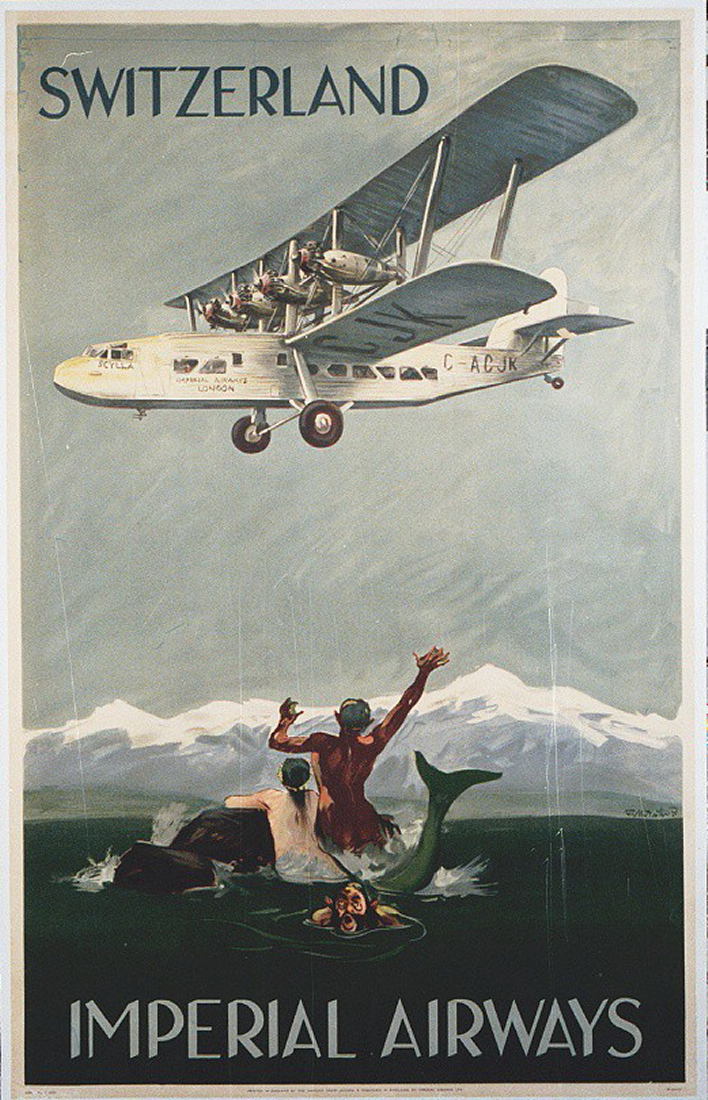
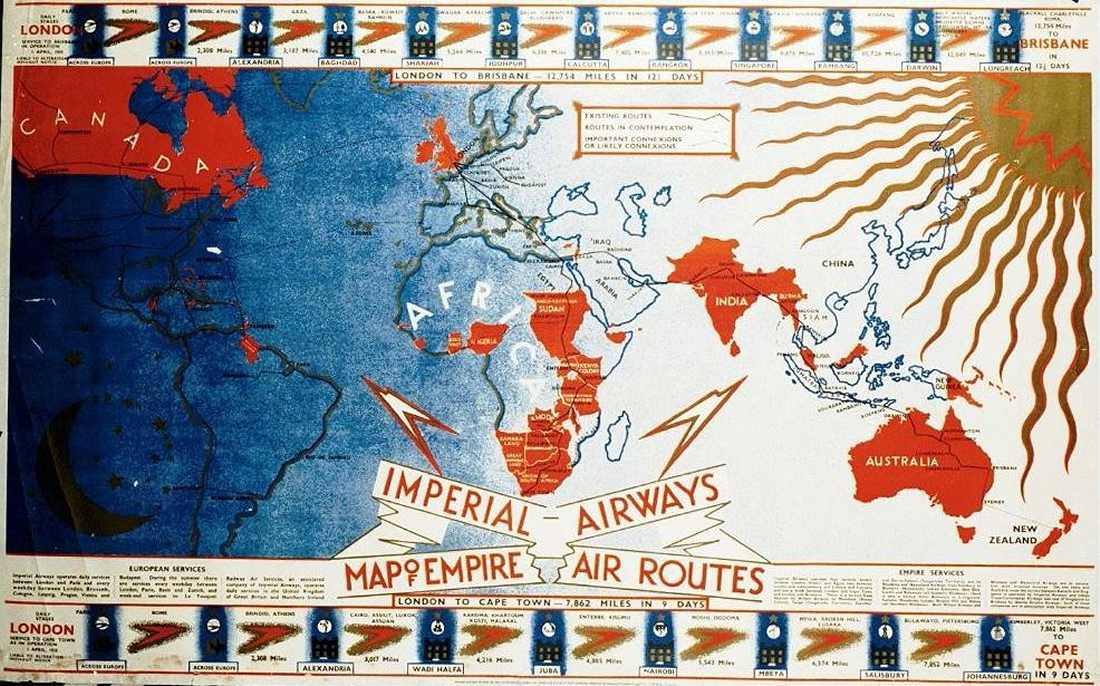
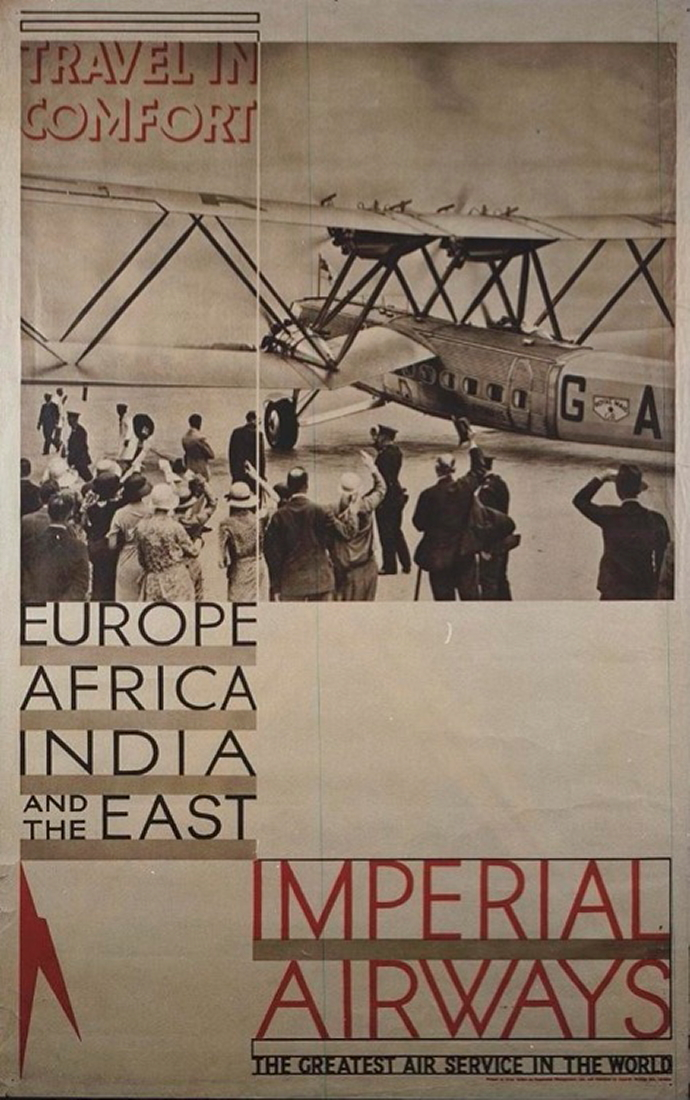

## 運航機材

### 一覧
- アームストロング・ホイットワース アーゴシー (初代)
- アームストロング・ホイットワース アタランタ（英語版）
- アームストロング・ホイットワース エンスィン（英語版）
- アヴロ 618 テン（英語版）
- アヴロ 652（英語版）
- ボールトンポール P.71A
- ブリストル テン シーター（英語版）
- デ・ハビランド DH.34（英語版）
- デ・ハビランド DH.50（英語版）
- デ・ハビランド・ハイクレア（英語版）
- デ・ハビランド・ジャイアント・マンス（英語版）
- デ・ハビランド・ヘラクレス（英語版）
- デ・ハビランド・エクスプレス（英語版）
- デ・ハビランド・アルバトロス
- デソーターMk.II
- ハンドレページ O/400
- ハンドレページ W
- ハンドレページ H.P.42
- ショート S8 カルカッタ
- ショート・ケント（英語版）
- ショート・スカイラ（英語版）
- ショート・メイヨー・コンポジット（英語版）
- ショート・エンパイル（英語版）
- ショート S.26（英語版）
- スーパーマリン・サウサンプトン（英語版）
- スーパーマリン・スワン（英語版）
- ヴィッカース・タイプ・170・ヴァンガード（英語版）
- ヴィッカース・ヴェロア（英語版）
- ヴィッカース・ヴィミー
- ヴィッカース・ヴァルカン（英語版）
- ウェストランド・IV（英語版）

### 画像

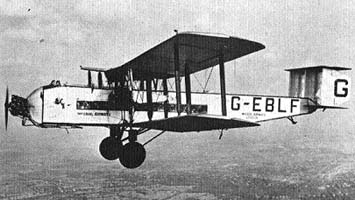
アームストロング・ホイットワース アーゴシー (初代)
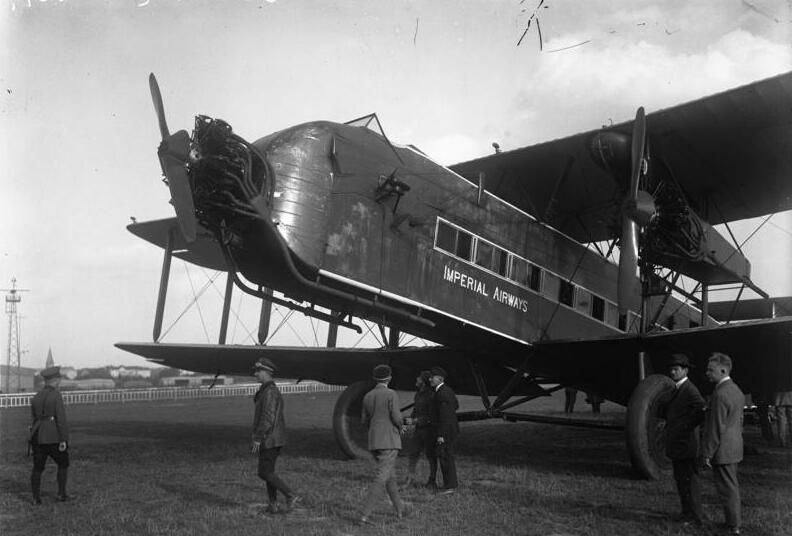
アームストロング・ホイットワース アーゴシー (初代)
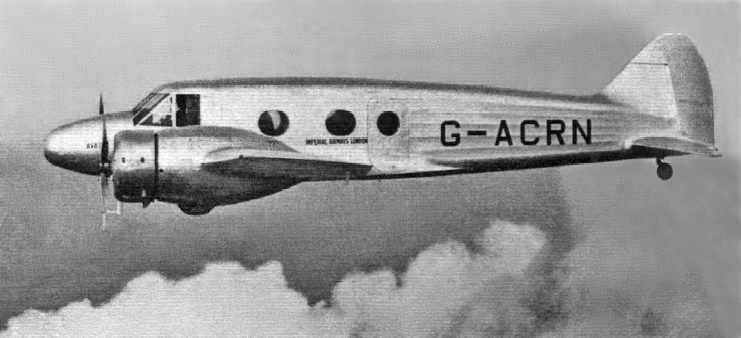
アヴロ652
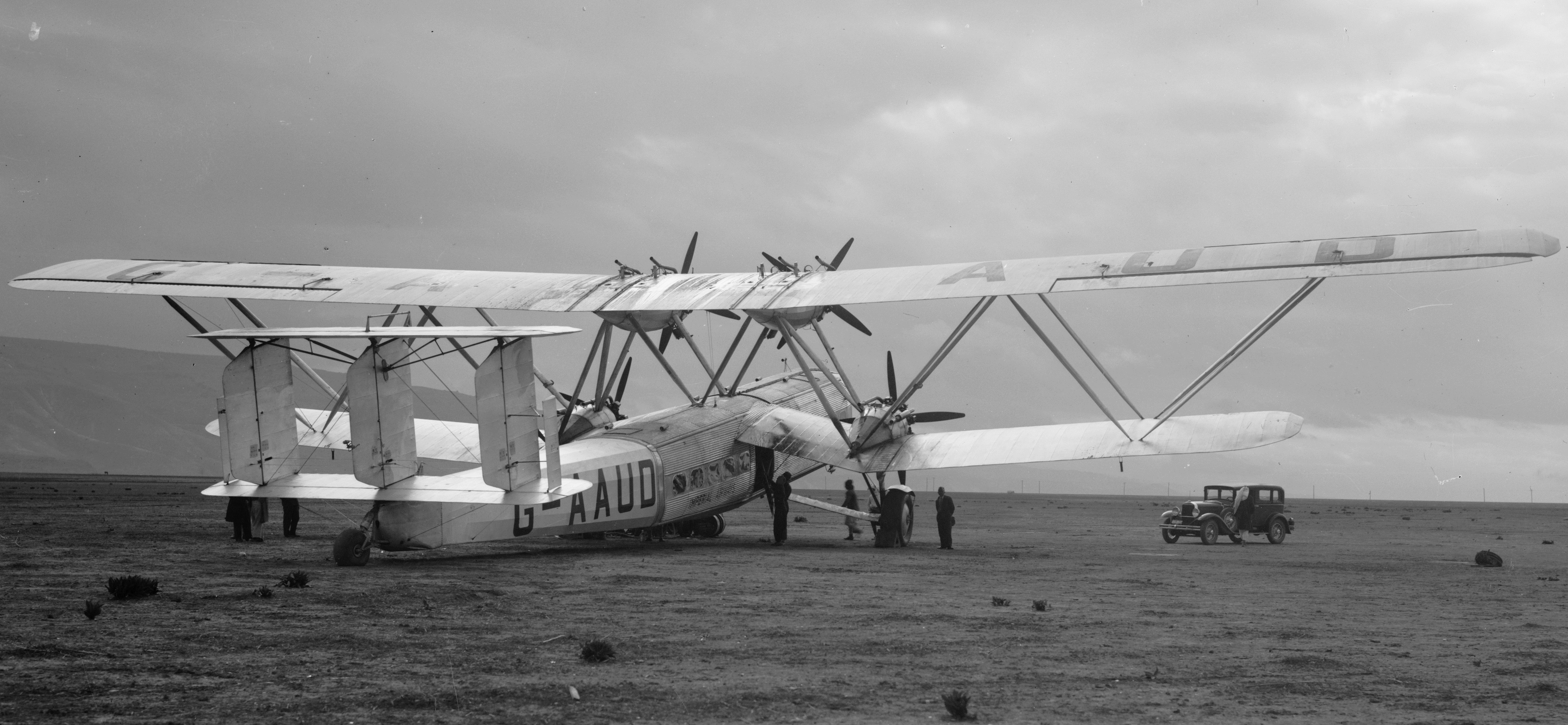
ハンドレページ H.P.42
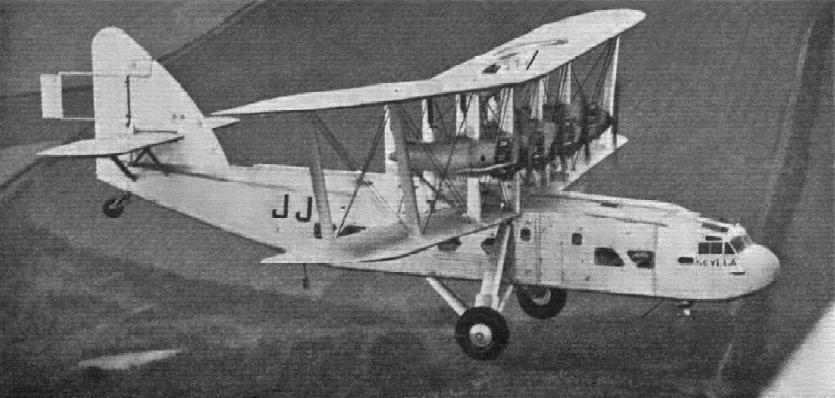
ショート・スカイラ
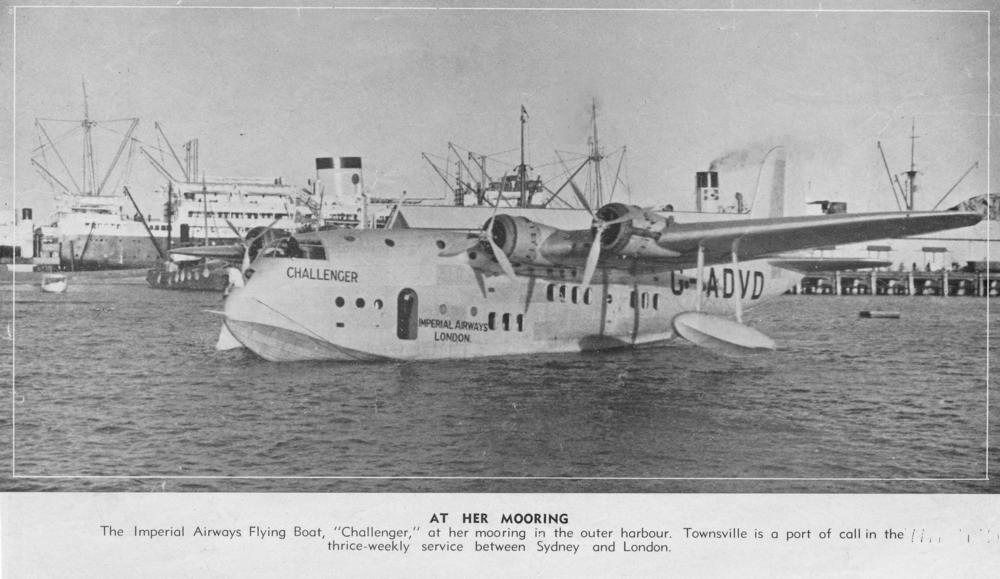
ショート・エンパイル